# ستيفن هارتلي
ستيفن هارتلي (بالإنجليزية: Steven Hartley)‏ هو ممثل بريطاني، ولد في 12 أغسطس 1960 في المملكة المتحدة.

## وصلات خارجية
- ستيفن هارتلي على موقع IMDb (الإنجليزية)
- ستيفن هارتلي على موقع ألو سيني (الفرنسية)
- ستيفن هارتلي على موقع أول موفي (الإنجليزية)
- ستيفن هارتلي على موقع قاعدة بيانات الأفلام السويدية (السويدية)
- ستيفن هارتلي على موقع قاعدة بيانات الفيلم (الإنجليزية)
- ستيفن هارتلي على موقع كينوبويسك (الروسية)